# Здание Национального акционерного банка (Выборг)
Здание Национального акционерного банка — бывшее банковское, а ныне жилое здание в Выборге. Расположенный на углу проспекта Ленина и переулка Николаева трёхэтажный дом в центре города Выборга включён в перечень памятников архитектуры.

## История
Национальный акционерный банк был учреждён в 1889 году в Хельсинки предпринимателями-фенноманами в противовес шведоманскому Финляндскому объединённому банку. Для выборгского филиала банка архитектурным бюро «Нюстрём-Петрелиус-Пенттиля» в 1900 году был разработан проект трёхэтажного здания на хорошо обозреваемом угловом участке главной улицы города.

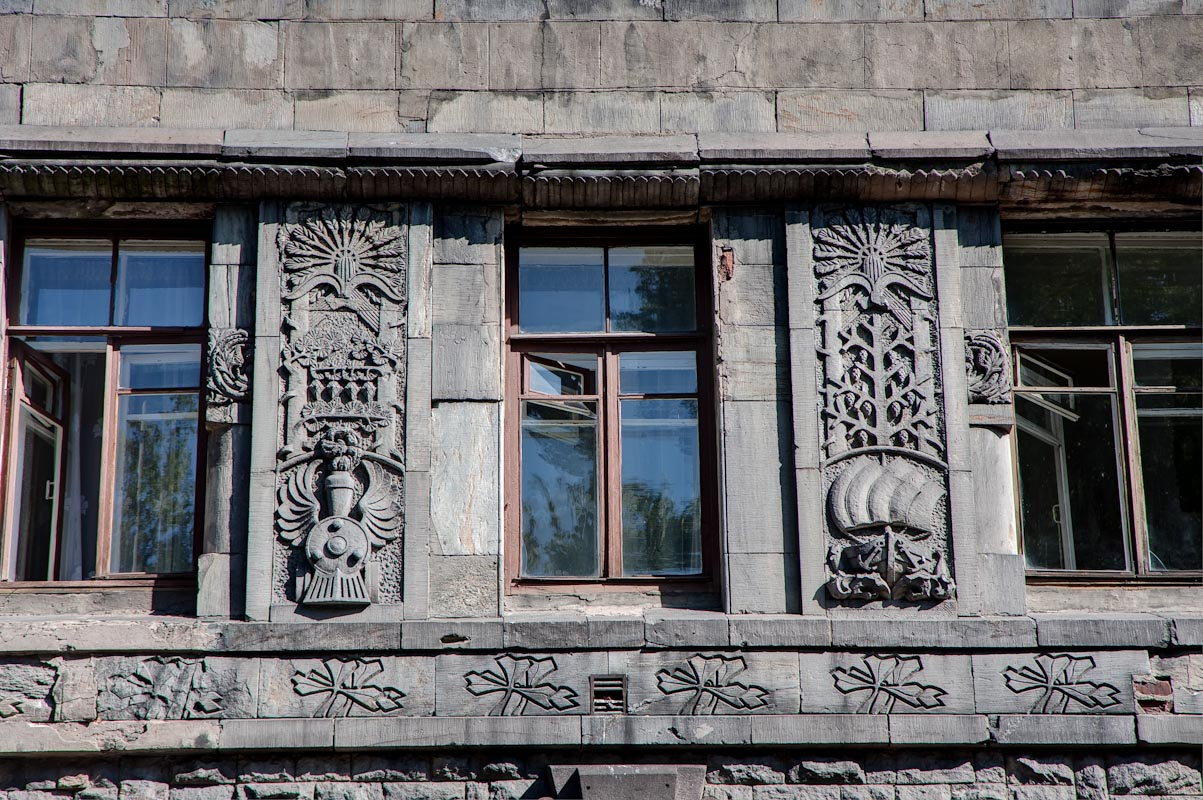
Барельефы на фасаде, облицованном горшечным камнем

Здание банка, построенное в 1901 году и отмеченное влиянием идей неоренессанса, стало одним из первых примеров формировавшегося финского национально-романтического стиля. Одновременно в Выборге строились конкуренты: Финляндский объединённый банк и Банк Северных стран, поэтому в рекламных целях декору здания уделялось особое внимание. В отделке фасадов, щедро украшенных множеством символических элементов, архитекторы У. Нюстрём, А. Петрелиус и В. Пенттиля использовали карело-финские природные материалы: гранит и горшечный камень. На первом этаже размещался операционный зал, на втором этаже находились подразделения банка, а третий этаж отводился под четыре квартиры, самую большую из которых занимал директор филиала.

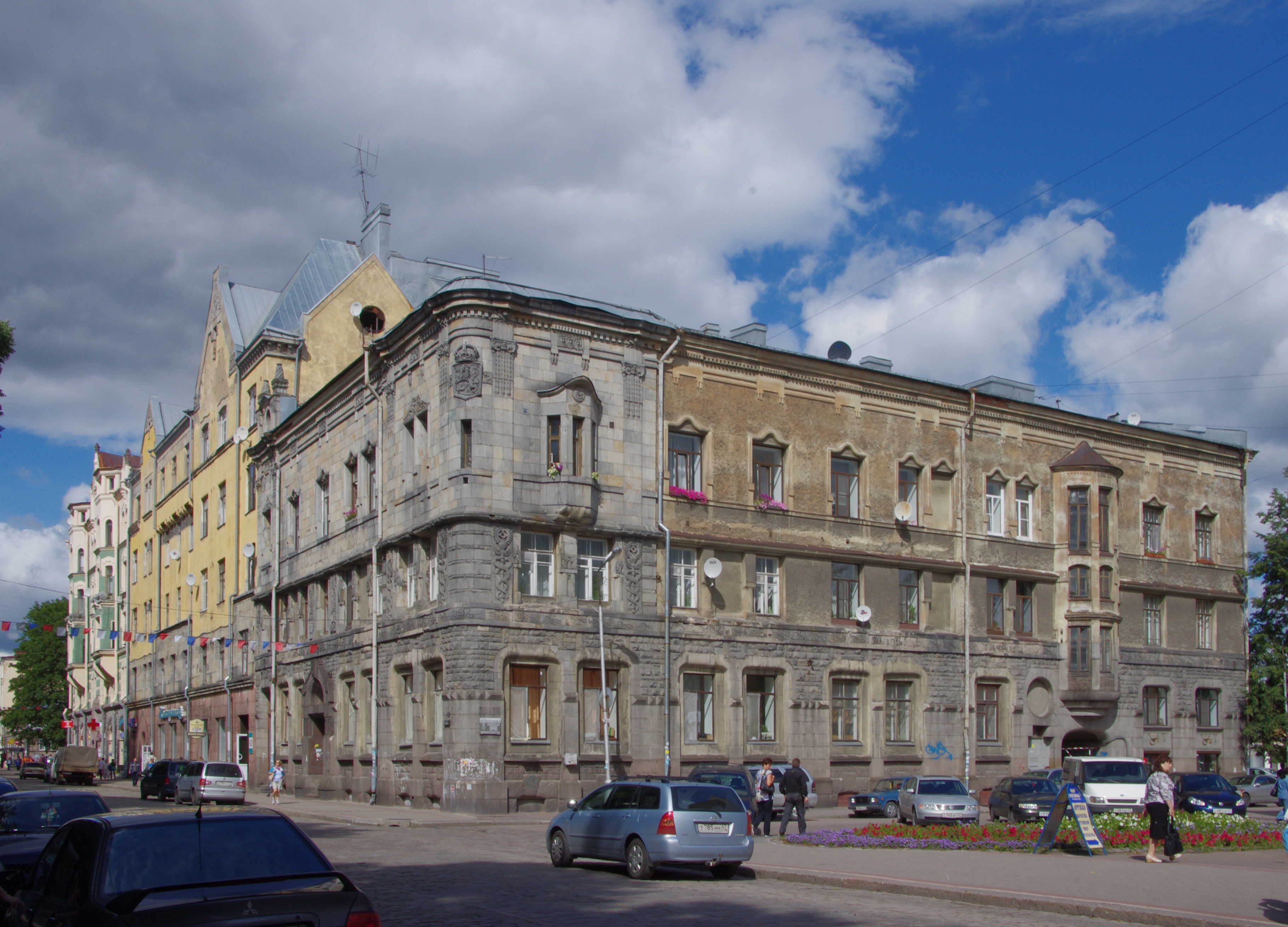
Современное состояние жилого (слева) и банковского (справа) корпусов

Одновременно с банковским был спроектирован соседний жилой корпус с торговыми помещениями на первом этаже (дом № 8). К его строительству приступили позднее с внесением изменений в первоначальный проект, и готовое к 1906 году жилое здание по стилю и этажности отличается от здания банка. В отделке фасадов также использованы гранит и горшечный камень, декорированные растительной и морской символикой.
В ходе советско-финских войн (1939—1944) банковский корпус получил большие внешние и внутренние разрушения, а деятельность Национального акционерного банка в Выборге прекратилась. Оказались утраченными интерьеры и высокая крыша, также как и важный элемент фасада — угловая башня с высоким полусферическим покрытием, украшенная гербом Карелии, гербом Выборгской губернии и растительным орнаментом. В послевоенное время здание служило складом, а в 1960-х годах после ремонта было приспособлено под жилой дом. Менее пострадавший соседний жилой корпус используется по первоначальному назначению.
Несмотря на потерю многих декоративных элементов, имевших большое значение для зрительного восприятия фасада, здание и в наши дни привлекает внимание искусной резьбой по камню, включающей герб Великого княжества Финляндского, стилизованные жезлы Меркурия, а также символические изображения железнодорожного и морского транспорта, олицетворяющие Выборг как торгово-промышленный губернский центр. Кроме того, декор включает элементы карельской флоры и фауны: изображения сосны с шишками на ветвях, колосьев и рыбы. А основу растительного орнамента составляют вариации изображения чертополоха.
На здании установлена мемориальная доска Герою Советского Союза В. Р. Николаеву, отличившемуся в Выборгской операции. В его честь назван переулок, на который выходит один из фасадов бывшего банка.